# Praecambridium
Praecambridium sigillum
Genre
Espèce
Praecambridium est un genre éteint de petits animaux marins benthiques ayant vécu à la fin de l'Édiacarien, il y a environ 555 Ma (millions d'années). Une seule espèce est rattachée au genre : Praecambridium sigillum.
Leurs fossiles n'ont été découverts qu'en Australie-Méridionale, dans les collines Ediacara qui ont donné leur nom à la période géologique de l'Édiacarien.

## Étymologie
Le nom de genre est composé du préfixe latin « prae » (« avant ») et d'une référence au genre de mollusques du Cambrien Cambridium, car les empreintes des muscles sur la surface interne de la coquille de ce mollusque sont très semblables aux segments de Praecambridium.
Le nom d'espèce provient du latin « sigillum » (« sceau »).

## Description
Ce sont des animaux de forme ovale, de très petite taille (5 à 7 millimètres de long). La partie centrale de leur corps, qui apparaît en relief, présente deux rangées de 5 segments répartis de part et d'autre de l'axe de symétrie bilatérale de l'animal. Ces segments sont de moins en moins larges en se déplaçant vers l'arrière de l'organisme, ils sont arqués vers l'arrière. Autour de cette partie centrale de l'animal, qui mesure environ 2 à 4 millimètres de long, se place une « auréole » lisse, sans relief, dépourvue de tout segment. Cette auréole n’apparaît pas sur le dessin très schématique ci-dessus.

## Taxonomie
La forme globale de l'animal fait penser à un trilobite, arthropodes primitifs qui vont proliférer dès le début du Cambrien. Comme pour le genre Vendia, le réexamen des fossiles a convaincu Ivantsov, que les segments de Praecambridium étaient alternés et non opposés comme chez les trilobites ou les animaux articulés en général. Ivantsov en conclut que Praecambridium est à rattacher à l'embranchement des proarticulés.
Ivantsov conclut aussi, en 2007, que les proarticulés au stade larvaire ne sont pas segmentés du tout et que la segmentation apparaît progressivement au cours de leur croissance. Ainsi Praecambridium, qui ne montre qu'une petite zone centrale segmentée, serait une forme juvénile d'un proarticulé qu'il considère comme pouvant appartenir à l'espèce Spriggina ﬂoundersi.